# Borda del Solanell
La Borda del Solanell, o Corral de Toni, és una borda del terme municipal de Conca de Dalt, dins de l'antic terme d'Hortoneda de la Conca, pertanyent al poble d'Hortoneda, al sud del municipi.
Està situada a prop i al nord-oest de les bordes de Segan, però no forma part d'aquell conjunt de bordes i antiga caseria. És a llevant d'Hortoneda, a la carena que des del Montpedrós davalla cap al nord-oest, fins a prop d'Hortoneda, i en constitueix el contrafort nord-occidental.